# César Bernal
César Bernal (* 1935 oder 1936; † 6. März 2015 in Montevideo), auch bekannt als Perro Bernal, war ein uruguayischer Pelotaspieler. 

## Leben
Perro Bernal, der gemeinsam mit dem rund zwölf Jahre jüngeren Néstor Iroldi das erfolgreichste uruguayische Doppel der Geschichte bildete und mit diesem von 1964 bis 1974 ungeschlagen blieb, nahm erstmals 1966 an der in jenem Jahr in Montevideo ausgetragenen Weltmeisterschaft teil. Dort holte er mit Iroldi den Titel vor den zweitplatzierten Argentiniern A. Sether und R. Bizzocero. Erneut wurde er mit seinem Partner in den Jahren 1970 und 1978 jeweils Weltmeister. 1974 belegte er mit Iroldi den zweiten Platz hinter den Argentiniern J. Utge und R. Bizzozero. 1980 und 1981 siegte er bei den sogenannten Mundialitos. In den Demonstrationswettbewerben der Olympischen Sommerspiele 1968 in Mexiko holte er mit Iroldi zudem die Bronzemedaille. Auch 1986 erreichte er nochmals das WM-Finale im spanischen Vitoria, in dem er allerdings unterlag und sich mit der Silbermedaille hinter den Argentiniern Elortuondo und Irigoitia zufriedengeben musste. Anschließend beendete er seine Karriere.
Bernal verstarb im Alter von 79 Jahren.